# Shikoku Kasei Kōgyō
Shikoku Kasei Kōgyō K.K. (jap. 四国化成工業株式会社, ~ kabushiki-gaisha, dt. „Syntheseunternehmen Shikoku“, engl. Shikoku Chemicals Corporation) ist ein japanisches Chemieunternehmen auf der Insel Shikoku.
Shikoku Kasei wurde 1947 als Hersteller von Kohlenstoffdisulfid gegründet. 1957 begann die Herstellung von Natriumsulfat und 1961 die von Carboxymethylcellulose (CMC). Seit 1975 bzw. 1984 werden auch Imidazol und unlöslicher Schwefel (Polymerschwefel) hergestellt.